# Saint-Germain-du-Crioult
Saint-Germain-du-Crioult é uma ex-comuna francesa na região administrativa da Normandia, no departamento de Calvados. Estendeu-se por uma área de 14,63 km². Em 2010 a comuna tinha 912 habitantes (densidade: 62,3 hab./km²).
Em 1 de janeiro de 2017 foi fundida com as comunas de Condé-sur-Noireau, La Chapelle-Engerbold, Lénault, Proussy e Saint-Pierre-la-Vieille para a criação da nova comuna de Condé-en-Normandie.